# 3300 McGlasson
A 3300 McGlasson (ideiglenes jelöléssel 1928 NA) a Naprendszer kisbolygóövében található aszteroida. Harry Edwin Wood fedezte fel 1928. július 10-én.